# Шуняков, Леонид Иванович
Леонид Иванович Шуняков — инженер-электромеханик, лауреат Государственной премии СССР 1970 года.
Родился 24 ноября 1936 г. в деревне Кругловка Руднянского района Западной (Смоленской) области.
В 1958 г. окончил Белорусский политехнический институт по специальности инженер-электрик и некоторое время работал инженером-конструктором технического отдела треста № 21 Энергостроймонтаж.
С 1959 по 1978 г. на Минском заводе ЭВМ им. Орджоникидзе: инженер, старший инженер, начальник лаборатории, зам. начальника и начальник цеха, с 1971 г. зам. главного инженера.
С 1978 по 1980 г. — заместитель директора по научно-учебной работе, главный инженер Минского научно-учебного центра НПО «Алгоритм». В 1980—1986 гг. — начальник отделения Минского НИИ ЭВМ, в 1986—1996 гг. — ведущий конструктор там же.
С 1996 г. на пенсии.
Участвовал во внедрении в серийное производство ЭВМ типа «Минск» и ЕС ЭВМ, вычислительных средств специального назначения.
Лауреат Государственной премии СССР 1970 года (в составе коллектива) — за создание семейства универсальных ЭВМ второго поколения типа «Минск» и освоение их серийного производства.
Заслуженный работник промышленности БССР (1979).